# International Race of Champions 1999
International Race of Champions 1999 (IROC XXIII) kördes över fyra omgångar med Dale Earnhardt som mästare för tredje gången i hans karriär.

## Delsegrare
| Datum       | Bana         | Vinnare        |
| ----------- | ------------ | -------------- |
| 12 februari | Daytona      | Dale Earnhardt |
| 24 april    | Talladega    | Dale Earnhardt |
| 11 juni     | Michigan     | Dale Earnhardt |
| 6 augusti   | Indianapolis | Mark Martin    |

## Slutställning
| Plats | Förare             | Poäng |
| ----- | ------------------ | ----- |
| 1     | Dale Earnhardt     | 75    |
| 2     | Mark Martin        | 74    |
| 3     | Bobby Labonte      | 53    |
| 4     | Rusty Wallace      | 50    |
| 5     | Jeff Gordon        | 50    |
| 6     | Kenny Bräck        | 34    |
| 7     | Eddie Cheever      | 31    |
| 8     | Dale Jarrett       | 30    |
| 9     | Dale Earnhardt Jr. | 29    |
| 10    | Adrián Fernández   | 28    |
| 11    | Jeff Burton        | 26    |
| 12    | Greg Moore         | 25    |